# Галаджев, Сергей Фёдорович
Серге́й Фёдорович Гала́джев (арм. Սերգեյ Ֆյոդորի Գալաջև, настоящее имя: Сарки́с Теодоро́сович Аладжя́н, арм. Սարգիս Թեոդորոսի Հալաջյան; 17 апреля 1902, Нахичевань-на-Дону —  23 декабря 1954, Москва) — советский военно-политический деятель. Генерал-лейтенант (28 июля 1944). В годы Великой Отечественной войны — начальник политических управлений Юго-Западного, Сталинградского, Донского, Центрального, 1-го Белорусского фронтов. Депутат Верховного Совета РСФСР (1947—1951).

## Биография

### Ранние годы
Сергей Фёдорович Галаджев (Саркис Теодоросович Аладжян) родился 17 апреля 1902 года в городе Нахичевань-на-Дону, в армянской семье. Отец Сергея — строгий, справедливый и трудолюбивый человек, был бедным рабочим. Сергей учился в Ново-Нахичеванском начальном училище, но из-за бедности семьи с третьего класса оставил училище. В 1917 году, будучи 15-летним юношей, Сергей начал трудиться в кирпичном и стекольном заводах. Осенью 1919 года в городе началась эпидемия тифа. Заразившись болезнью, умер отец Галаджева.
В январе следующего 1920 года 17-летний Сергей Галаджев добровольно вступил в Рабоче-крестьянскую Красную армию. Участвуя в гражданской войне, Галаджев сражался против войск Врангеля и Махно на Северном Кавказе, получил ранение в грудь. После лечения в госпитале Галаджев был направлен в город Воронеж на курсы красных командиров. Окончить курсы ему не удалось, поскольку при прохождении медицинской комиссии у него был обнаружен туберкулёз лёгких. Для лечения Галаджев был направлен в Воронежский тубдиспансер. После выздоровления его направили на нестроевую службу в 28-м стрелковом караульном полку Нахичевани-на-Дону. По окончании службы Галаджев работал в 1-й Ново-Нахичеванской государственной прядильно-ткацкой фабрике. После года работы в трудных условиях у Галаджева возобновились осложнения состояния здоровья, и он перешёл в Ростово-Нахичеванский садоводческий питомник.
В 1924 году, несмотря на право быть освобождённым от военной службы, Галаджев, выбрав профессию военного, поступил на сверхсрочную службу в 9-ю Донскую стрелковую дивизию. Здесь сначала он занимал должность командира отделения во взводе связи 27-го стрелкового полка, затем помощника командира взвода и одновременно секретаря военного комиссара. В марте 1926 года Галаджев вступил в ВКП(б), после чего был назначен на должность помощника командира роты по политической части. В дальнейшем он был начальником полкового клуба и политруком полковой школы.
Осенью 1931 года Сергей Фёдорович Галаджев был переведён на службу в аппарат политического управления Северо-Кавказского военного округа. В 1932 году Галаджев поступил в Военно-политическую академию имени В. И. Ленина в Ленинграде, окончил академию с отличием в 1936 году. После окончания Галаджева оставили в академии: он занимал должность начальника курса, одновременно исполняя обязанности декана сухопутного факультета, осенью 1937 года Галаджев стал начальником второго курса комиссаров, через два года — помощником начальника учебного отдела. В мае 1939 года Галаджев был назначен начальником военно-политического училища 57-го особого корпуса, однако он не успел вступить в должность, поскольку начался военный конфликт на реке Халхин-Гол. Галаджев в боях участвовал в качестве руководителя агитпропчасти при политотделе авиационных частей особого корпуса. В 1940 году Галаджев был назначен политруком 32-й стрелковой дивизии, с 5 октября того же года был военкомом 32-го стрелкового корпуса.

### Великая Отечественная война
Сергей Фёдорович Галаджев участвовал в Великой Отечественной войне в качестве военкома 32-го стрелкового корпуса до 31 июля 1941 года. С 15 августа Галаджев был начальником организационно-инструкторского отдела политического управления Западного фронта. 19 сентября 1941 года он был утверждён в звании дивизионного комиссара. В этот период Галаджев участвовал в битве за Москву. С 5 октября Галаджев — начальник политического управления Юго-Западного фронта. 25 февраля 1942 года он  был представлен к ордену Красного Знамени. В наградном листе командующий войсками Юго-Западного фронта, генерал-лейтенант Фёдор Яковлевич Костенко писал, что Галаджев с начала войны проявил себя исключительно с положительной стороны и в ряде боев непосредственно участвовал с частями корпуса по разгрому немецких захватчиков. Согласно Костенко: «за сравнительно короткий период времени [Галаджев] сумел подобрать и сколотить работоспособный аппарат Политуправления и частей фронта. Среди командиров и политработников пользуется заслуженным авторитетом. <…> Умело руководит политотделами частей, оказывая непосредственную помощь на местах.»
12 июля 1942 года Юго-Западный фронт был расформирован и Сергей Галаджев был назначен начальником политического управления Сталинградского фронта, участвуя таким образом в Сталинградской и Курской битвах. На этой должности (30 сентября 1942 года Сталинградский фронт был переименован в Донской, а 15 февраля 1943 года — в Центральный фронт) Галаджев остался вплоть до 20 октября 1943 года. Галаджев также был членом военного совета Центрального фронта. 6 декабря 1942 года он был утверждён в звании генерала-майора.
31 января 1943 года Галаджев во второй раз был представлен к ордену Красного Знамени. В наградном листе командующий войсками Донского фронта, генерал-полковник Константин Константинович Рокоссовский писал, что в ходе Сталинградской битвы Галаджев систематический выезжал в действующие части и соединения на наиболее решающие и опасные участки, где конкретным и оперативным руководством политорганами и политаппаратом обеспечивал высокий наступательный порыв войск и выполнение поставленных перед ним задач. 31 июля 1943 года Галаджев был представлен к ордену Отечественной войны первой степени. В этом наградном листе Рокоссовский подчеркнул, что в зимний период боёв, когда вопросы снабжения войск имели важнейшее значение, Галаджев не только сам, но и все политорганы направил на работу по обеспечению снабжения. В дальнейшем Маршал Советского Союза Рокоссовский в своих мемуарах называл Галаджева «замечательным, всесторонне подготовленным политическим работником и хорошим товарищем».
С 20 октября 1943 года Сергей Фёдорович Галаджев — начальник политического управления 1-го Белорусского фронта. На этой должности он участвует в освобождении Польши и битве за Берлин. 28 июля 1944 года Галаджев утверждается в воинском звании генерала-лейтенанта. 29 июня 1944 года, в ходе успешной Белорусской операции, Галаджев направил секретарю ЦК КП(б) Беларуси Пантелеймону Кондратьевичу Пономаренко служебное письмо «О настроениях населения районов Белоруссии, освобожденных от немецкой оккупации». В этот период Галаджев сопровождал советские делегации в нескольких встречах с американскими офицерами. 6 марта 1945 года Галаджев был представлен к ордену Ленина. Командующий войсками 1-го Белорусского фронта Маршал Советского Союза Георгий Константинович Жуков писал в наградном листе: «Товарищ Галаджев провёл большую работу по мобилизации партийных и комсомольских организаций, партийно-политического аппарата и всего личного состава фронта на упорную, тщательную подготовку к предстоящим боевым операциям. Особое внимание было уделено организации правильного взаимодействия всех родов войск.»

### Послевоенные годы

Могила Галаджева на Новодевичьем кладбище Москвы

До 9 июля 1945 года Сергей Фёдорович Галаджев занимал должность начальника политического управления Группы советских войск в Германии. Сразу после победы в Великой Отечественной войне, Галаджев принял участие в организации культурной жизни в советской зоне оккупации. Газеты «Tägliche Rundschau» и «Berliner Zeitung» были созданы по его приказу в мае 1945 года. Галаджев непосредственно руководил группой Ульбрихта, когда она приступила к формированию основы для будущего коммунистического правления. С 31 августа 1945 года Галаджев был начальником политического управления Центральной группы войск на территории Австрии и Венгрии. Приказом ставки Верховного главнокомандующего № 0140 Галаджев был освобождён от этой должности и откомандирован в распоряжение Главного политического управления Красной Армии.
С 5 августа 1946 года Сергей Галаджев был начальником Военно-политического управления Сухопутных войск СССР, с 6 февраля 1951 года — заместителем начальника по политической части Военно-медицинского управления Военного министерства СССР. В 1947—1951 годах Галаджев был депутатом Верховного Совета РСФСР 2-го созыва от Особого избирательного округа. Он является автором статей, посвящённых политическому воспитанию в армии.
Сергей Фёдорович Галаджев скончался после тяжёлой и продолжительной болезни 23 декабря 1954 года в Москве. Похоронен на Новодевичьем кладбище.

## Награды
Советские государственные награды:
- три ордена Ленина (в том числе: 6 апреля 1945, 29 мая 1945)[25]
- четыре орденов Красного Знамени (в том числе: 5 ноября 1942, 4 февраля 1943)[25]
- орден Суворова 2-й степени (23 августа 1944)[25]
- орден Отечественной войны 1-й степени (27 августа 1943)[25]
- медали, в том числе:
  - медаль «За оборону Сталинграда»[17]
  - медаль «За победу над Германией в Великой Отечественной войне»
  - медаль «XX лет Рабоче-Крестьянской Красной Армии»[10]

Иностранные награды:
- орден Virtuti Militari 3-й степени (Польша)
- орден «Крест Грюнвальда» (Польша).